# Trinity Episcopal Church (Santa Barbara)

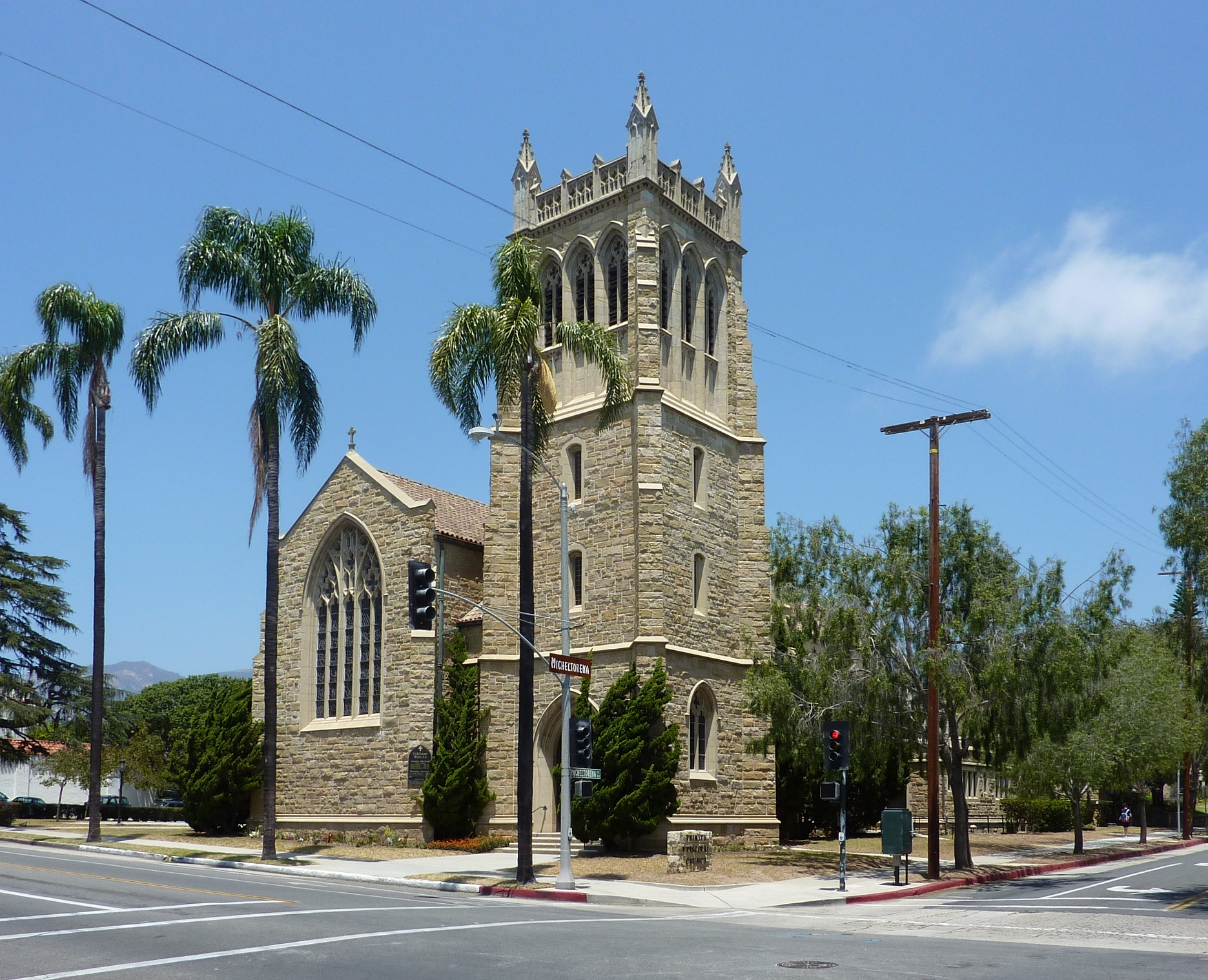
Die Trinity Episcopal Church

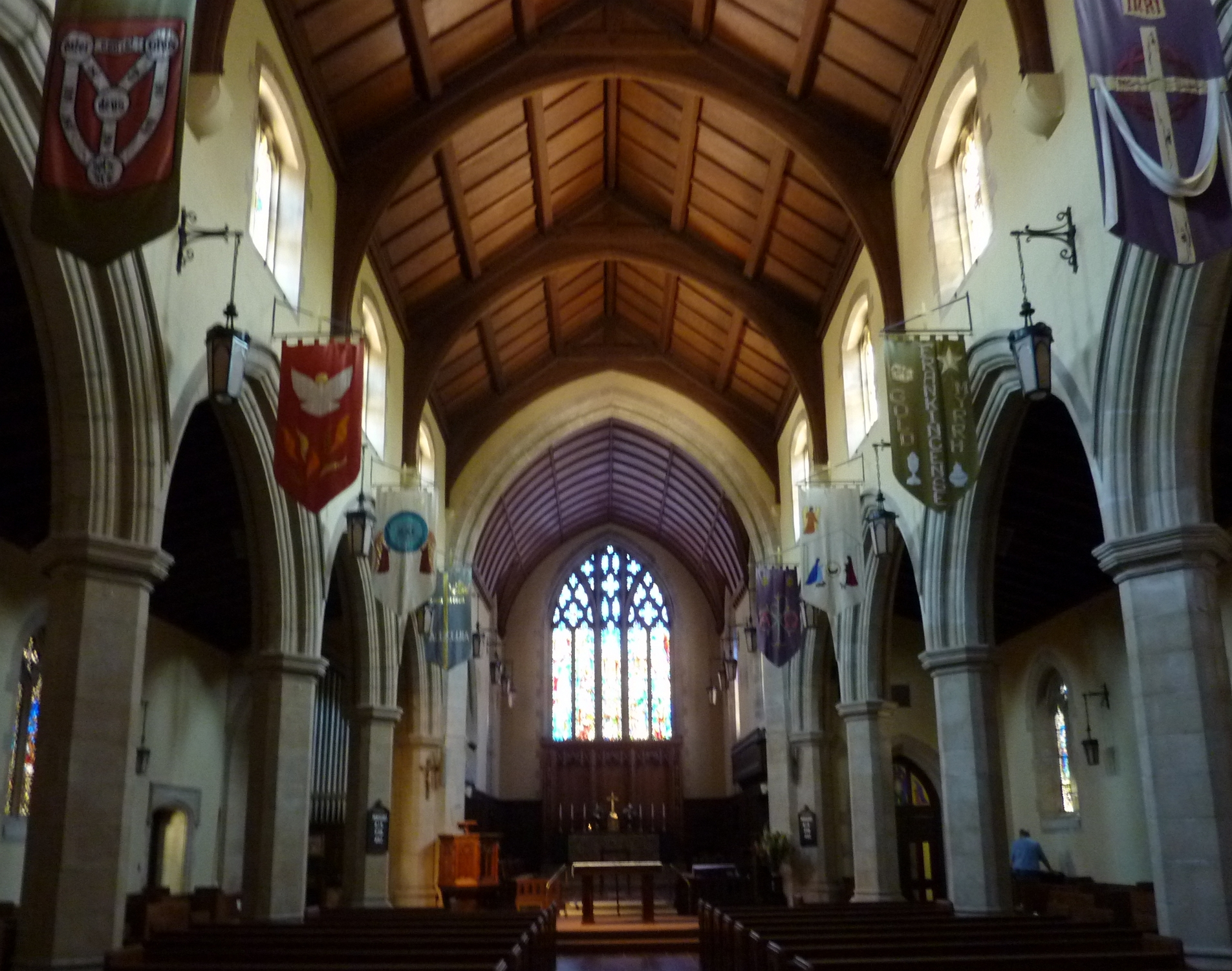
Blick durch das Langhaus

Die Trinity Episcopal Church ist ein Kirchengebäude der Episkopalkirche in Santa Barbara im gleichnamigen County im US-amerikanischen Bundesstaat Kalifornien. Die Kirche ist seit 2019 eingetragen als City of Santa Barbara Historic Landmark.

## Geschichte
Die Kirchengemeinde wurde 1867 in Santa Barbara gegründet. Die heutige Kirche ist das dritte Gotteshaus der Gemeinde. Ein erstes Kirchengebäude, das von der Gemeinde als zu nah an einer Eisenbahnstrecke gelegen empfunden wurde, wurde 1887 durch eine größere Holzkirche an anderer Stelle ersetzt. Dieses Bauwerk wurde im Dezember 1903 durch einen Brand zerstört. Schließlich wurde das heutige Kirchengebäude auf einem neuen und repräsentativer gelegenen Grundstück zwischen 1912 und 1919 nach Plänen von Philip H. Frohman, dem leitenden Architekten der Washington National Cathedral in Washington, D.C., im Stil der englischen Perpendicular-Gotik errichtet. 1925 zerstörte ein Erdbeben in Santa Barbara Teile der Kirche. Der Wiederaufbau wurde zusammen mit dem Anbau des Pfarrhauses im Jahr 1927 abgeschlossen. Im Jahr 1998, angesichts neuer, lokaler seismischer Sicherheitsverordnungen, die mit der Schließung der Kirche drohten, sammelte die Kirchengemeinde die Mittel für ein Nachrüstungsprojekt, mit denen die Kirche auf die neuen Erdbebenstandards gebracht wurde.